# Eleições autárquicas de 2017 em Oeiras
As eleições autárquicas de 2017 serviram para eleger os membros para os diferentes órgãos do poder local no Concelho de Oeiras.
Isaltino Morais, antigo presidente da Câmara entre 1985 e 2013, recandidatou-se por um novo movimento independente, e, com uma margem confortável, voltou a ser reeleito presidente, ao obter 41,7% dos votos e 6 vereadores.
Paulo Vistas, eleito presidente em 2013 pelo movimento que apoiava Isaltino, separou-se do movimento que apoiava Isaltino e candidatou-se sozinho, mas obteve um resultado muito abaixo do conseguido em 2013, ficando-se pelos 14,2% dos votos e 2 vereadores.
O Partido Socialista e a coligação entre PSD e CDS também obtiveram maus resultados, conseguindo, apenas, 13,4% e 8,8% dos votos, respectivamente. Por fim, a Coligação Democrática Unitária manteve o lugar que detinha na vereação municipal.

## Listas e Candidatos
| Lista | Lista                                           | Candidato             |
| ----- | ----------------------------------------------- | --------------------- |
|       | Isaltino - Inovar Oeiras de Volta               | Isaltino Morais       |
|       | Paulo Vistas - Oeiras Mais à Frente             | Paulo Vistas          |
|       | Partido Socialista                              | Joaquim Raposo        |
|       | PSD-CDS-PPM                                     | Ângelo Pereira        |
|       | Coligação Democrática Unitária                  | Heloísa Apolónia      |
|       | Bloco de Esquerda                               | Miguel Pinto          |
|       | Pessoas–Animais–Natureza                        | Pedro Agria Torres    |
|       | Movimento Independente Renascer Oeiras 2017     | Sónia Amado Gonçalves |
|       | LIVRE                                           | Safaa Dib             |
|       | Nós, Cidadãos!                                  | Isabel Sande e Castro |
|       | Partido Nacional Renovador                      | Pedro Perestrello     |
|       | Partido Comunista dos Trabalhadores Portugueses | Alda Gameiro          |
|       | Partido Trabalhista Português                   | André Madaleno        |

## Resultados Oficiais
Os resultados para os diferentes órgãos do poder local no Concelho de Oeiras foram os seguintes:

## Mapa

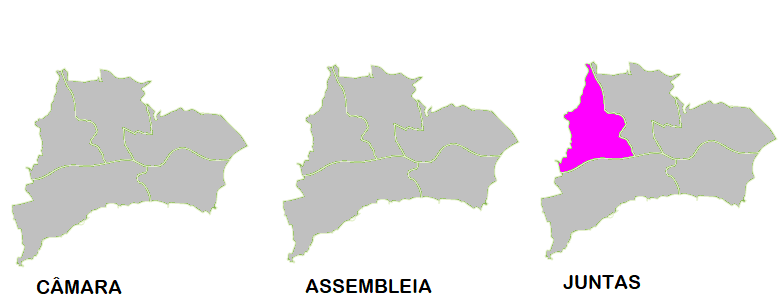
Partido mais votado por Freguesia

### Câmara Municipal
| Partido                 | Partido                                     | Votos   | %               | +/-   | Vereadores | +/-     |
| ----------------------- | ------------------------------------------- | ------- | --------------- | ----- | ---------- | ------- |
|                         | Isaltino - Inovar Oeiras de Volta           | 34 264  | 41,65 / 100,00  | Novo  | 6 / 11     | Novo    |
|                         | Paulo Vistas, Oeiras Mais à Frente          | 11 665  | 14,18 / 100,00  | 19,27 | 2 / 11     | 3       |
|                         | Partido Socialista                          | 11 042  | 13,42 / 100,00  | 4,90  | 1 / 11     | 1       |
|                         | PSD-CDS-PPM                                 | 7 216   | 8,77 / 100,00   | -     | 1 / 11     | -       |
|                         | Coligação Democrática Unitária              | 6 451   | 7,84 / 100,00   | 1,31  | 1 / 11     | Estável |
|                         | Bloco de Esquerda                           | 2 556   | 3,11 / 100,00   | 0,59  | 0 / 11     | Estável |
|                         | Pessoas–Animais–Natureza                    | 2 456   | 2,99 / 100,00   | 0,32  | 0 / 11     | Estável |
|                         | Movimento Independente Renascer Oeiras 2017 | 924     | 1,12 / 100,00   | Novo  | 0 / 11     | Novo    |
|                         | LIVRE                                       | 564     | 0,69 / 100,00   | Novo  | 0 / 11     | Novo    |
|                         | Nós, Cidadãos!                              | 417     | 0,51 / 100,00   | Novo  | 0 / 11     | Novo    |
|                         | Partido Nacional Renovador                  | 263     | 0,32 / 100,00   | -     | 0 / 11     | -       |
|                         | PCTP/MRPP                                   | 84      | 0,10 / 100,00   | 0,48  | 0 / 11     | Estável |
|                         | Partido Trabalhista Português               | 46      | 0,06 / 100,00   | 0,21  | 0 / 11     | Estável |
| Votos Inválidos         | Votos Inválidos                             | 4 317   | 5,25 / 100,00   | 3,53  |            |         |
| Total                   | Total                                       | 82 265  | 100,00 / 100,00 |       | 11 / 11    |         |
| Eleitorado/Participação | Eleitorado/Participação                     | 147 548 | 55,75 / 100,00  | 9,04  |            |         |

### Assembleia Municipal
| Partido                 | Partido                                     | Votos   | %               | +/-   | Vereadores | +/-     |
| ----------------------- | ------------------------------------------- | ------- | --------------- | ----- | ---------- | ------- |
|                         | Isaltino - Inovar Oeiras de Volta           | 31 368  | 38,12 / 100,00  | Novo  | 15 / 33    | Novo    |
|                         | Partido Socialista                          | 11 947  | 14,52 / 100,00  | 4,34  | 5 / 33     | 2       |
|                         | Paulo Vistas, Oeiras Mais à Frente          | 10 486  | 12,74 / 100,00  | 17,74 | 5 / 33     | 7       |
|                         | PSD-CDS-PPM                                 | 8 248   | 10,02 / 100,00  | -     | 3 / 33     | -       |
|                         | Coligação Democrática Unitária              | 6 845   | 8,32 / 100,00   | 2,72  | 3 / 33     | 1       |
|                         | Bloco de Esquerda                           | 3 290   | 4,00 / 100,00   | 0,82  | 1 / 33     | Estável |
|                         | Pessoas–Animais–Natureza                    | 3 183   | 3,87 / 100,00   | 0,48  | 1 / 33     | Estável |
|                         | Movimento Independente Renascer Oeiras 2017 | 1 021   | 1,24 / 100,00   | Novo  | 0 / 33     | Novo    |
|                         | LIVRE                                       | 695     | 0,84 / 100,00   | Novo  | 0 / 33     | Novo    |
|                         | Nós, Cidadãos!                              | 587     | 0,71 / 100,00   | Novo  | 0 / 33     | Novo    |
|                         | Partido Nacional Renovador                  | 327     | 0,40 / 100,00   | -     | 0 / 33     | -       |
| Votos Inválidos         | Votos Inválidos                             | 4 292   | 5,22 / 100,00   | 3,85  |            |         |
| Total                   | Total                                       | 82 289  | 100,00 / 100,00 |       | 33 / 33    |         |
| Eleitorado/Participação | Eleitorado/Participação                     | 147 548 | 55,77 / 100,00  | 9,07  |            |         |

### Juntas de Freguesia
| Partido                 | Partido                        | Votos   | %               | +/-   | Presidentes | +/-     | Vereadores | +/-  |
| ----------------------- | ------------------------------ | ------- | --------------- | ----- | ----------- | ------- | ---------- | ---- |
|                         | Grupo de Cidadãos              | 42 029  | 51,07 / 100,00  | 18,73 | 4 / 5       | Estável | 49 / 87    | 17   |
|                         | Partido Socialista             | 13 351  | 16,22 / 100,00  | 2,95  | 1 / 5       | Estável | 19 / 87    | 2    |
|                         | PSD-CDS-PPM                    | 8 918   | 10,84 / 100,00  | -     | 0 / 5       | -       | 9 / 87     | -    |
|                         | Coligação Democrática Unitária | 6 635   | 8,06 / 100,00   | 2,71  | 0 / 5       | Estável | 6 / 87     | 5    |
|                         | Bloco de Esquerda              | 3 364   | 4,09 / 100,00   | 0,80  | 0 / 5       | Estável | 2 / 87     | 1    |
|                         | Pessoas–Animais–Natureza       | 3 333   | 4,05 / 100,00   | 2,72  | 0 / 5       | Estável | 2 / 87     | 1    |
|                         | LIVRE                          | 186     | 0,23 / 100,00   | Novo  | 0 / 5       | Novo    | 0 / 87     | Novo |
|                         | Partido Nacional Renovador     | 158     | 0,19 / 100,00   | -     | 0 / 5       | -       | 0 / 87     | -    |
|                         | PCTP/MRPP                      | 19      | 0,02 / 100,00   | -     | 0 / 5       | -       | 0 / 87     | -    |
| Votos Inválidos         | Votos Inválidos                | 4 311   | 5,23 / 100,00   | 3,82  |             |         |            |      |
| Total                   | Total                          | 82 294  | 100,00 / 100,00 |       | 5 / 5       |         | 87 / 87    |      |
| Eleitorado/Participação | Eleitorado/Participação        | 147 548 | 55,77 / 100,00  | 9,06  |             |         |            |      |

## Resultados por Freguesia

### Câmara Municipal
| Freguesia                                      | %     | %     | %     | %            | %    | %    | %    | %    | %    | %    | %    | %    | %    | Votantes |
| Freguesia                                      | INOV  | IOMAF | PS    | PSD-CDS- PPM | CDU  | BE   | PAN  | MIRO | L    | NC   | PNR  | PCTP | PTP  | Votantes |
| ---------------------------------------------- | ----- | ----- | ----- | ------------ | ---- | ---- | ---- | ---- | ---- | ---- | ---- | ---- | ---- | -------- |
| Algés, Linda-a-Velha e Cruz Quebrada - Dafundo | 36,75 | 12,02 | 15,40 | 11,01        | 9,06 | 3,61 | 3,24 | 1,63 | 0,96 | 0,68 | 0,29 | 0,07 | 0,03 | 22 189   |
| Barcarena                                      | 39,44 | 16,48 | 16,05 | 7,68         | 7,89 | 3,13 | 2,95 | 0,64 | 0,29 | 0,31 | 0,39 | 0,04 | 0,09 | 6 873    |
| Carnaxide e Queijas                            | 38,95 | 14,94 | 14,91 | 9,10         | 7,92 | 3,08 | 3,07 | 0,91 | 0,68 | 0,34 | 0,33 | 0,10 | 0,05 | 17 490   |
| Oeiras e São Julião da Barra                   | 46,68 | 14,62 | 9,91  | 8,09         | 7,20 | 2,90 | 2,95 | 1,13 | 0,63 | 0,55 | 0,32 | 0,10 | 0,06 | 28 495   |
| Porto Salvo                                    | 45,50 | 15,06 | 15,13 | 4,82         | 6,37 | 2,44 | 2,19 | 0,53 | 0,44 | 0,42 | 0,29 | 0,25 | 0,14 | 7 218    |
| Oeiras                                         | 41,65 | 14,18 | 13,42 | 8,77         | 7,84 | 3,11 | 2,99 | 1,12 | 0,69 | 0,51 | 0,32 | 0,10 | 0,06 | 82 265   |

#### Algés, Linda-a-Velha e Cruz Quebrada - Dafundo
| Partido                 | Partido                                     | Votos  | %               | +/-   |
| ----------------------- | ------------------------------------------- | ------ | --------------- | ----- |
|                         | Isaltino - Inovar Oeiras de Volta           | 8 155  | 36,75 / 100,00  | Novo  |
|                         | Partido Socialista                          | 3 416  | 15,40 / 100,00  | 5,85  |
|                         | Paulo Vistas, Oeiras Mais à Frente          | 2 667  | 12,02 / 100,00  | 13,57 |
|                         | PSD-CDS-PPM                                 | 2 444  | 11,01 / 100,00  | -     |
|                         | Coligação Democrática Unitária              | 2 011  | 9,06 / 100,00   | 1,00  |
|                         | Bloco de Esquerda                           | 802    | 3,61 / 100,00   | 0,26  |
|                         | Pessoas–Animais–Natureza                    | 718    | 3,24 / 100,00   | 0,53  |
|                         | Movimento Independente Renascer Oeiras 2017 | 362    | 1,63 / 100,00   | Novo  |
|                         | LIVRE                                       | 214    | 0,96 / 100,00   | Novo  |
|                         | Nós, Cidadãos!                              | 150    | 0,68 / 100,00   | Novo  |
|                         | Partido Nacional Renovador                  | 65     | 0,29 / 100,00   | -     |
|                         | PCTP/MRPP                                   | 16     | 0,07 / 100,00   | 0,47  |
|                         | Partido Trabalhista Português               | 6      | 0,03 / 100,00   | 0,33  |
| Votos Inválidos         | Votos Inválidos                             | 1 163  | 5,24 / 100,00   | 3,71  |
| Total                   | Total                                       | 22 189 | 100,00 / 100,00 |       |
| Eleitorado/Participação | Eleitorado/Participação                     | 41 608 | 53,33 / 100,00  | 8,56  |

#### Barcarena
| Partido                 | Partido                                     | Votos  | %               | +/-   |
| ----------------------- | ------------------------------------------- | ------ | --------------- | ----- |
|                         | Isaltino - Inovar Oeiras de Volta           | 2 711  | 39,44 / 100,00  | Novo  |
|                         | Paulo Vistas, Oeiras Mais à Frente          | 1 133  | 16,48 / 100,00  | 14,67 |
|                         | Partido Socialista                          | 1 103  | 16,05 / 100,00  | 4,92  |
|                         | Coligação Democrática Unitária              | 542    | 7,89 / 100,00   | 3,04  |
|                         | PSD-CDS-PPM                                 | 528    | 7,68 / 100,00   | -     |
|                         | Bloco de Esquerda                           | 215    | 3,13 / 100,00   | 0,56  |
|                         | Pessoas–Animais–Natureza                    | 203    | 2,95 / 100,00   | 0,27  |
|                         | Movimento Independente Renascer Oeiras 2017 | 44     | 0,64 / 100,00   | Novo  |
|                         | Partido Nacional Renovador                  | 27     | 0,39 / 100,00   | -     |
|                         | Nós, Cidadãos!                              | 21     | 0,31 / 100,00   | Novo  |
|                         | LIVRE                                       | 20     | 0,29 / 100,00   | Novo  |
|                         | Partido Trabalhista Português               | 6      | 0,09 / 100,00   | 0,20  |
|                         | PCTP/MRPP                                   | 3      | 0,04 / 100,00   | 0,68  |
| Votos Inválidos         | Votos Inválidos                             | 317    | 4,61 / 100,00   | 3,59  |
| Total                   | Total                                       | 6 873  | 100,00 / 100,00 |       |
| Eleitorado/Participação | Eleitorado/Participação                     | 11 708 | 58,70 / 100,00  | 9,76  |

#### Carnaxide e Queijas
| Partido                 | Partido                                     | Votos  | %               | +/-   |
| ----------------------- | ------------------------------------------- | ------ | --------------- | ----- |
|                         | Isaltino - Inovar Oeiras de Volta           | 6 812  | 38,95 / 100,00  | Novo  |
|                         | Paulo Vistas, Oeiras Mais à Frente          | 2 613  | 14,94 / 100,00  | 15,18 |
|                         | Partido Socialista                          | 2 607  | 14,91 / 100,00  | 4,41  |
|                         | PSD-CDS-PPM                                 | 1 592  | 9,10 / 100,00   | -     |
|                         | Coligação Democrática Unitária              | 1 385  | 7,92 / 100,00   | 1,95  |
|                         | Bloco de Esquerda                           | 538    | 3,08 / 100,00   | 0,49  |
|                         | Pessoas–Animais–Natureza                    | 537    | 3,07 / 100,00   | 0,43  |
|                         | Movimento Independente Renascer Oeiras 2017 | 159    | 0,91 / 100,00   | Novo  |
|                         | LIVRE                                       | 119    | 0,68 / 100,00   | Novo  |
|                         | Nós, Cidadãos!                              | 60     | 0,34 / 100,00   | Novo  |
|                         | Partido Nacional Renovador                  | 58     | 0,33 / 100,00   | -     |
|                         | PCTP/MRPP                                   | 18     | 0,10 / 100,00   | 0,75  |
|                         | Partido Trabalhista Português               | 8      | 0,05 / 100,00   | 0,16  |
| Votos Inválidos         | Votos Inválidos                             | 984    | 5,63 / 100,00   | 4,98  |
| Total                   | Total                                       | 17 490 | 100,00 / 100,00 |       |
| Eleitorado/Participação | Eleitorado/Participação                     | 30 308 | 57,71 / 100,00  | 10,13 |

#### Oeiras e São Julião da Barra
| Partido                 | Partido                                     | Votos  | %               | +/-   |
| ----------------------- | ------------------------------------------- | ------ | --------------- | ----- |
|                         | Isaltino - Inovar Oeiras de Volta           | 13 302 | 46,68 / 100,00  | Novo  |
|                         | Paulo Vistas, Oeiras Mais à Frente          | 4 165  | 14,62 / 100,00  | 26,26 |
|                         | Partido Socialista                          | 2 824  | 9,91 / 100,00   | 4,13  |
|                         | PSD-CDS-PPM                                 | 2 304  | 8,09 / 100,00   | -     |
|                         | Coligação Democrática Unitária              | 2 053  | 7,20 / 100,00   | 0,59  |
|                         | Pessoas–Animais–Natureza                    | 840    | 2,95 / 100,00   | 0,13  |
|                         | Bloco de Esquerda                           | 825    | 2,90 / 100,00   | 0,72  |
|                         | Movimento Independente Renascer Oeiras 2017 | 321    | 1,13 / 100,00   | Novo  |
|                         | LIVRE                                       | 179    | 0,63 / 100,00   | Novo  |
|                         | Nós, Cidadãos!                              | 156    | 0,55 / 100,00   | Novo  |
|                         | Partido Nacional Renovador                  | 92     | 0,32 / 100,00   | -     |
|                         | PCTP/MRPP                                   | 29     | 0,10 / 100,00   | 0,36  |
|                         | Partido Trabalhista Português               | 16     | 0,06 / 100,00   | 0,16  |
| Votos Inválidos         | Votos Inválidos                             | 1 389  | 4,87 / 100,00   | 3,32  |
| Total                   | Total                                       | 28 495 | 100,00 / 100,00 |       |
| Eleitorado/Participação | Eleitorado/Participação                     | 51 344 | 55,50 / 100,00  | 8,79  |

#### Porto Salvo
| Partido                 | Partido                                     | Votos  | %               | +/-   |
| ----------------------- | ------------------------------------------- | ------ | --------------- | ----- |
|                         | Isaltino - Inovar Oeiras de Volta           | 3 284  | 45,50 / 100,00  | Novo  |
|                         | Partido Socialista                          | 1 092  | 15,13 / 100,00  | 6,43  |
|                         | Paulo Vistas, Oeiras Mais à Frente          | 1 087  | 15,06 / 100,00  | 23,00 |
|                         | Coligação Democrática Unitária              | 460    | 6,37 / 100,00   | 2,04  |
|                         | PSD-CDS-PPM                                 | 348    | 4,82 / 100,00   | -     |
|                         | Bloco de Esquerda                           | 176    | 2,44 / 100,00   | 1,40  |
|                         | Pessoas–Animais–Natureza                    | 158    | 2,19 / 100,00   | 0,17  |
|                         | Movimento Independente Renascer Oeiras 2017 | 38     | 0,53 / 100,00   | Novo  |
|                         | LIVRE                                       | 32     | 0,44 / 100,00   | Novo  |
|                         | Nós, Cidadãos!                              | 30     | 0,42 / 100,00   | Novo  |
|                         | Partido Nacional Renovador                  | 21     | 0,29 / 100,00   | -     |
|                         | PCTP/MRPP                                   | 18     | 0,25 / 100,00   | 0,21  |
|                         | Partido Trabalhista Português               | 10     | 0,14 / 100,00   | 0,16  |
| Votos Inválidos         | Votos Inválidos                             | 464    | 6,43 / 100,00   | 1,56  |
| Total                   | Total                                       | 7 218  | 100,00 / 100,00 |       |
| Eleitorado/Participação | Eleitorado/Participação                     | 12 580 | 57,38 / 100,00  | 8,27  |

### Assembleia Municipal
| Freguesia                                      | %     | %     | %     | %            | %    | %    | %    | %    | %    | %    | %    | Votantes |
| Freguesia                                      | INOV  | PS    | IOMAF | PSD-CDS- PPM | CDU  | BE   | PAN  | MIRO | L    | NC   | PNR  | Votantes |
| ---------------------------------------------- | ----- | ----- | ----- | ------------ | ---- | ---- | ---- | ---- | ---- | ---- | ---- | -------- |
| Algés, Linda-a-Velha e Cruz Quebrada - Dafundo | 33,56 | 16,22 | 10,97 | 12,26        | 9,42 | 4,64 | 3,96 | 1,58 | 1,20 | 0,83 | 0,37 | 22 196   |
| Barcarena                                      | 36,36 | 16,53 | 15,50 | 8,77         | 8,56 | 3,86 | 3,79 | 0,67 | 0,32 | 0,46 | 0,44 | 6 895    |
| Carnaxide e Queijas                            | 36,02 | 15,54 | 13,67 | 10,12        | 8,49 | 3,81 | 3,75 | 0,98 | 0,85 | 0,49 | 0,41 | 17 488   |
| Oeiras e São Julião da Barra                   | 43,01 | 10,71 | 13,01 | 9,60         | 7,63 | 3,84 | 4,00 | 1,45 | 0,81 | 0,84 | 0,38 | 28 493   |
| Porto Salvo                                    | 39,60 | 19,91 | 12,25 | 5,78         | 7,03 | 3,23 | 3,42 | 0,57 | 0,47 | 0,62 | 0,39 | 7 217    |
| Oeiras                                         | 38,12 | 14,52 | 12,74 | 10,02        | 8,32 | 4,00 | 3,87 | 1,24 | 0,84 | 0,71 | 0,40 | 82 289   |

#### Algés, Linda-a-Velha e Cruz Quebrada - Dafundo
| Partido                 | Partido                                     | Votos  | %               | +/-   |
| ----------------------- | ------------------------------------------- | ------ | --------------- | ----- |
|                         | Isaltino - Inovar Oeiras de Volta           | 7 448  | 33,56 / 100,00  | Novo  |
|                         | Partido Socialista                          | 3 601  | 16,22 / 100,00  | 5,44  |
|                         | PSD-CDS-PPM                                 | 2 722  | 12,26 / 100,00  | -     |
|                         | Paulo Vistas, Oeiras Mais à Frente          | 2 434  | 10,97 / 100,00  | 12,29 |
|                         | Coligação Democrática Unitária              | 2 091  | 9,42 / 100,00   | 2,53  |
|                         | Bloco de Esquerda                           | 1 030  | 4,64 / 100,00   | 0,31  |
|                         | Pessoas–Animais–Natureza                    | 879    | 3,96 / 100,00   | 0,77  |
|                         | Movimento Independente Renascer Oeiras 2017 | 350    | 1,58 / 100,00   | Novo  |
|                         | LIVRE                                       | 266    | 1,20 / 100,00   | Novo  |
|                         | Nós, Cidadãos!                              | 184    | 0,83 / 100,00   | Novo  |
|                         | Partido Nacional Renovador                  | 82     | 0,37 / 100,00   | -     |
| Votos Inválidos         | Votos Inválidos                             | 1 109  | 5,00 / 100,00   | 4,26  |
| Total                   | Total                                       | 22 196 | 100,00 / 100,00 |       |
| Eleitorado/Participação | Eleitorado/Participação                     | 41 608 | 53,35 / 100,00  | 8,60  |

#### Barcarena
| Partido                 | Partido                                     | Votos  | %               | +/-   |
| ----------------------- | ------------------------------------------- | ------ | --------------- | ----- |
|                         | Isaltino - Inovar Oeiras de Volta           | 2 507  | 36,36 / 100,00  | Novo  |
|                         | Partido Socialista                          | 1 140  | 16,53 / 100,00  | 4,92  |
|                         | Paulo Vistas, Oeiras Mais à Frente          | 1 069  | 15,50 / 100,00  | 12,25 |
|                         | PSD-CDS-PPM                                 | 605    | 8,77 / 100,00   | -     |
|                         | Coligação Democrática Unitária              | 590    | 8,56 / 100,00   | 4,66  |
|                         | Bloco de Esquerda                           | 266    | 3,86 / 100,00   | 0,76  |
|                         | Pessoas–Animais–Natureza                    | 261    | 3,79 / 100,00   | 0,09  |
|                         | Movimento Independente Renascer Oeiras 2017 | 46     | 0,67 / 100,00   | Novo  |
|                         | Nós, Cidadãos!                              | 32     | 0,46 / 100,00   | Novo  |
|                         | Partido Nacional Renovador                  | 30     | 0,44 / 100,00   | -     |
|                         | LIVRE                                       | 22     | 0,32 / 100,00   | Novo  |
| Votos Inválidos         | Votos Inválidos                             | 327    | 4,74 / 100,00   | 3,93  |
| Total                   | Total                                       | 6 895  | 100,00 / 100,00 |       |
| Eleitorado/Participação | Eleitorado/Participação                     | 11 708 | 58,89 / 100,00  | 9,95  |

#### Carnaxide e Queijas
| Partido                 | Partido                                     | Votos  | %               | +/-   |
| ----------------------- | ------------------------------------------- | ------ | --------------- | ----- |
|                         | Isaltino - Inovar Oeiras de Volta           | 6 300  | 36,02 / 100,00  | Novo  |
|                         | Partido Socialista                          | 2 717  | 15,54 / 100,00  | 3,92  |
|                         | Paulo Vistas, Oeiras Mais à Frente          | 2 391  | 13,67 / 100,00  | 14,37 |
|                         | PSD-CDS-PPM                                 | 1 769  | 10,12 / 100,00  | -     |
|                         | Coligação Democrática Unitária              | 1 484  | 8,49 / 100,00   | 3,32  |
|                         | Bloco de Esquerda                           | 667    | 3,81 / 100,00   | 0,90  |
|                         | Pessoas–Animais–Natureza                    | 655    | 3,75 / 100,00   | 0,66  |
|                         | Movimento Independente Renascer Oeiras 2017 | 171    | 0,98 / 100,00   | Novo  |
|                         | LIVRE                                       | 148    | 0,85 / 100,00   | Novo  |
|                         | Nós, Cidadãos!                              | 86     | 0,49 / 100,00   | Novo  |
|                         | Partido Nacional Renovador                  | 72     | 0,41 / 100,00   | -     |
| Votos Inválidos         | Votos Inválidos                             | 1 028  | 5,88 / 100,00   | 5,06  |
| Total                   | Total                                       | 17 488 | 100,00 / 100,00 |       |
| Eleitorado/Participação | Eleitorado/Participação                     | 30 308 | 57,70 / 100,00  | 10,10 |

#### Oeiras e São Julião da Barra
| Partido                 | Partido                                     | Votos  | %               | +/-   |
| ----------------------- | ------------------------------------------- | ------ | --------------- | ----- |
|                         | Isaltino - Inovar Oeiras de Volta           | 12 255 | 43,01 / 100,00  | Novo  |
|                         | Paulo Vistas, Oeiras Mais à Frente          | 3 708  | 13,01 / 100,00  | 24,62 |
|                         | Partido Socialista                          | 3 052  | 10,71 / 100,00  | 3,98  |
|                         | PSD-CDS-PPM                                 | 2 735  | 9,60 / 100,00   | -     |
|                         | Coligação Democrática Unitária              | 2 173  | 7,63 / 100,00   | 1,77  |
|                         | Pessoas–Animais–Natureza                    | 1 141  | 4,00 / 100,00   | 0,22  |
|                         | Bloco de Esquerda                           | 1 094  | 3,84 / 100,00   | 0,83  |
|                         | Movimento Independente Renascer Oeiras 2017 | 413    | 1,45 / 100,00   | Novo  |
|                         | Nós, Cidadãos!                              | 240    | 0,84 / 100,00   | Novo  |
|                         | LIVRE                                       | 231    | 0,81 / 100,00   | Novo  |
|                         | Partido Nacional Renovador                  | 109    | 0,38 / 100,00   | -     |
| Votos Inválidos         | Votos Inválidos                             | 1 342  | 4,71 / 100,00   | 3,36  |
| Total                   | Total                                       | 28 493 | 100,00 / 100,00 |       |
| Eleitorado/Participação | Eleitorado/Participação                     | 51 344 | 55,49 / 100,00  | 8,79  |

#### Porto Salvo
| Partido                 | Partido                                     | Votos  | %               | +/-   |
| ----------------------- | ------------------------------------------- | ------ | --------------- | ----- |
|                         | Isaltino - Inovar Oeiras de Volta           | 2 858  | 39,60 / 100,00  | Novo  |
|                         | Partido Socialista                          | 1 437  | 19,91 / 100,00  | 3,18  |
|                         | Paulo Vistas, Oeiras Mais à Frente          | 884    | 12,25 / 100,00  | 20,33 |
|                         | Coligação Democrática Unitária              | 507    | 7,03 / 100,00   | 3,98  |
|                         | PSD-CDS-PPM                                 | 417    | 5,78 / 100,00   | -     |
|                         | Pessoas–Animais–Natureza                    | 247    | 3,42 / 100,00   | 0,58  |
|                         | Bloco de Esquerda                           | 233    | 3,23 / 100,00   | 2,24  |
|                         | Nós, Cidadãos!                              | 45     | 0,62 / 100,00   | Novo  |
|                         | Movimento Independente Renascer Oeiras 2017 | 41     | 0,57 / 100,00   | Novo  |
|                         | Partido Nacional Renovador                  | 34     | 0,47 / 100,00   | -     |
|                         | LIVRE                                       | 28     | 0,39 / 100,00   | Novo  |
| Votos Inválidos         | Votos Inválidos                             | 486    | 6,73 / 100,00   | 1,84  |
| Total                   | Total                                       | 7 217  | 100,00 / 100,00 |       |
| Eleitorado/Participação | Eleitorado/Participação                     | 12 580 | 57,37 / 100,00  | 8,23  |

### Juntas de Freguesia

#### Algés, Linda-a-Velha e Cruz Quebrada - Dafundo
| Partido                 | Partido                             | Votos  | %               | +/-   | Mandatos | +/-     |
| ----------------------- | ----------------------------------- | ------ | --------------- | ----- | -------- | ------- |
|                         | Isaltino - Inovar Oeiras de Volta   | 7 465  | 33,63 / 100,00  | Novo  | 8 / 19   | Novo    |
|                         | Partido Socialista                  | 3 761  | 16,94 / 100,00  | 4,43  | 4 / 19   | 1       |
|                         | PSD-CDS-PPM                         | 2 946  | 13,27 / 100,00  | -     | 3 / 19   | -       |
|                         | Paulo Vistas - Oeiras Mais à Frente | 2 719  | 12,25 / 100,00  | 13,34 | 2 / 19   | 4       |
|                         | Coligação Democrática Unitária      | 2 107  | 9,49 / 100,00   | 2,52  | 2 / 19   | 1       |
|                         | Bloco de Esquerda                   | 1 087  | 4,90 / 100,00   | 0,14  | 1 / 19   | Estável |
|                         | Pessoas–Animais–Natureza            | 991    | 4,46 / 100,00   | -     | 1 / 19   | -       |
| Votos Inválidos         | Votos Inválidos                     | 1 120  | 5,04 / 100,00   | 4,40  |          |         |
| Total                   | Total                               | 22 196 | 100,00 / 100,00 |       | 19 / 19  |         |
| Eleitorado/Participação | Eleitorado/Participação             | 41 608 | 53,35 / 100,00  | 8,58  |          |         |

#### Barcarena
| Partido                 | Partido                             | Votos  | %               | +/-   | Mandatos | +/-     |
| ----------------------- | ----------------------------------- | ------ | --------------- | ----- | -------- | ------- |
|                         | Isaltino - Inovar Oeiras de Volta   | 2 337  | 33,87 / 100,00  | Novo  | 5 / 13   | Novo    |
|                         | Paulo Vistas - Oeiras Mais à Frente | 1 214  | 17,60 / 100,00  | 10,80 | 3 / 13   | 1       |
|                         | Partido Socialista                  | 1 195  | 17,32 / 100,00  | 6,01  | 3 / 13   | 1       |
|                         | PSD-CDS-PPM                         | 704    | 10,20 / 100,00  | -     | 1 / 13   | -       |
|                         | Coligação Democrática Unitária      | 571    | 8,28 / 100,00   | 4,80  | 1 / 13   | 1       |
|                         | Pessoas–Animais–Natureza            | 271    | 3,93 / 100,00   | -     | 0 / 13   | -       |
|                         | Bloco de Esquerda                   | 264    | 3,83 / 100,00   | 1,03  | 0 / 13   | Estável |
| Votos Inválidos         | Votos Inválidos                     | 343    | 4,97 / 100,00   | 4,13  |          |         |
| Total                   | Total                               | 6 899  | 100,00 / 100,00 |       | 13 / 13  |         |
| Eleitorado/Participação | Eleitorado/Participação             | 11 708 | 58,93 / 100,00  | 10,07 |          |         |

#### Carnaxide e Queijas
| Partido                 | Partido                             | Votos  | %               | +/-   | Mandatos | +/-     |
| ----------------------- | ----------------------------------- | ------ | --------------- | ----- | -------- | ------- |
|                         | Isaltino - Inovar Oeiras de Volta   | 6 215  | 35,55 / 100,00  | Novo  | 8 / 19   | Novo    |
|                         | Partido Socialista                  | 2 798  | 16,00 / 100,00  | 2,94  | 4 / 19   | Estável |
|                         | Paulo Vistas - Oeiras Mais à Frente | 2 552  | 14,60 / 100,00  | 16,59 | 3 / 19   | 4       |
|                         | PSD-CDS-PPM                         | 2 017  | 11,54 / 100,00  | -     | 2 / 19   | -       |
|                         | Coligação Democrática Unitária      | 1 417  | 8,11 / 100,00   | 3,76  | 2 / 19   | 1       |
|                         | Pessoas–Animais–Natureza            | 664    | 3,80 / 100,00   | -     | 0 / 19   | -       |
|                         | Bloco de Esquerda                   | 643    | 3,68 / 100,00   | 1,50  | 0 / 19   | 1       |
|                         | LIVRE                               | 186    | 1,06 / 100,00   | Novo  | 0 / 19   | Novo    |
| Votos Inválidos         | Votos Inválidos                     | 991    | 5,67 / 100,00   | 5,04  |          |         |
| Total                   | Total                               | 17 483 | 100,00 / 100,00 |       | 19 / 19  |         |
| Eleitorado/Participação | Eleitorado/Participação             | 30 308 | 57,68 / 100,00  | 10,10 |          |         |

#### Oeiras e São Julião da Barra
| Partido                 | Partido                                     | Votos  | %               | +/-   | Mandatos | +/-     |
| ----------------------- | ------------------------------------------- | ------ | --------------- | ----- | -------- | ------- |
|                         | Isaltino - Inovar Oeiras de Volta           | 12 129 | 42,56 / 100,00  | Novo  | 11 / 21  | Novo    |
|                         | Paulo Vistas - Oeiras Mais à Frente         | 3 727  | 13,08 / 100,00  | 24,90 | 3 / 21   | 7       |
|                         | Partido Socialista                          | 3 088  | 10,84 / 100,00  | 3,04  | 2 / 21   | 1       |
|                         | PSD-CDS-PPM                                 | 2 833  | 9,94 / 100,00   | -     | 2 / 21   | -       |
|                         | Coligação Democrática Unitária              | 2 147  | 7,53 / 100,00   | 1,37  | 1 / 21   | 1       |
|                         | Pessoas–Animais–Natureza                    | 1 192  | 4,18 / 100,00   | 1,03  | 1 / 21   | 1       |
|                         | Bloco de Esquerda                           | 1 170  | 4,11 / 100,00   | 0,53  | 1 / 21   | Estável |
|                         | Movimento Independente Renascer Oeiras 2017 | 700    | 2,46 / 100,00   | Novo  | 0 / 21   | Novo    |
|                         | Partido Nacional Renovador                  | 129    | 0,45 / 100,00   | -     | 0 / 21   | -       |
| Votos Inválidos         | Votos Inválidos                             | 1 381  | 4,85 / 100,00   | 3,16  |          |         |
| Total                   | Total                                       | 28 496 | 100,00 / 100,00 |       | 21 / 21  |         |
| Eleitorado/Participação | Eleitorado/Participação                     | 51 344 | 55,50 / 100,00  | 8,76  |          |         |

#### Porto Salvo
| Partido                 | Partido                             | Votos  | %               | +/-   | Mandatos | +/-     |
| ----------------------- | ----------------------------------- | ------ | --------------- | ----- | -------- | ------- |
|                         | Partido Socialista                  | 2 509  | 34,75 / 100,00  | 4,60  | 6 / 13   | 1       |
|                         | Isaltino - Inovar Oeiras de Volta   | 2 307  | 31,95 / 100,00  | Novo  | 5 / 13   | Novo    |
|                         | Paulo Vistas - Oeiras Mais à Frente | 664    | 9,20 / 100,00   | 17,02 | 1 / 13   | 4       |
|                         | PSD-CDS-PPM                         | 418    | 5,79 / 100,00   | -     | 1 / 13   | -       |
|                         | Coligação Democrática Unitária      | 393    | 5,44 / 100,00   | 4,21  | 0 / 13   | 1       |
|                         | Pessoas–Animais–Natureza            | 215    | 2,98 / 100,00   | 0,51  | 0 / 13   | Estável |
|                         | Bloco de Esquerda                   | 200    | 2,77 / 100,00   | 2,03  | 0 / 13   | Estável |
|                         | Partido Nacional Renovador          | 29     | 0,40 / 100,00   | -     | 0 / 13   | -       |
|                         | PCTP/MRPP                           | 19     | 0,26 / 100,00   | -     | 0 / 13   | -       |
| Votos Inválidos         | Votos Inválidos                     | 466    | 6,46 / 100,00   | 1,72  |          |         |
| Total                   | Total                               | 7 220  | 100,00 / 100,00 |       | 13 / 13  |         |
| Eleitorado/Participação | Eleitorado/Participação             | 12 580 | 57,39 / 100,00  | 8,24  |          |         |

#### Juntas antes e depois das Eleições
| Freguesia                                      | 2013-2017 | 2013-2017          | 2013-2017      | 2017-2021 | 2017-2021          | 2017-2021      |
| ---------------------------------------------- | --------- | ------------------ | -------------- | --------- | ------------------ | -------------- |
| Algés, Linda-a-Velha e Cruz Quebrada - Dafundo |           | Grupo de Cidadãos  | 25,59 / 100,00 |           | Grupo de Cidadãos  | 33,63 / 100,00 |
| Barcarena                                      |           | Grupo de Cidadãos  | 28,40 / 100,00 |           | Grupo de Cidadãos  | 33,87 / 100,00 |
| Carnaxide e Queijas                            |           | Grupo de Cidadãos  | 31,19 / 100,00 |           | Grupo de Cidadãos  | 35,55 / 100,00 |
| Oeiras e São Julião da Barra                   |           | Grupo de Cidadãos  | 37,98 / 100,00 |           | Grupo de Cidadãos  | 42,56 / 100,00 |
| Porto Salvo                                    |           | Partido Socialista | 30,15 / 100,00 |           | Partido Socialista | 34,75 / 100,00 |